# Ruben Blommaert

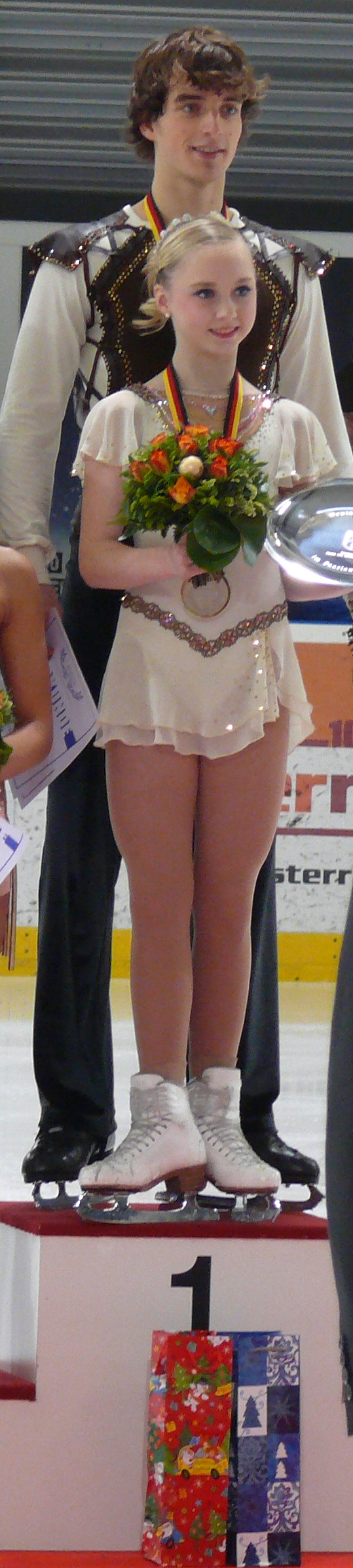
Annabelle Prölß und Ruben Blommaert bei der Siegerehrung zur Deutschen Meisterschaft im Eiskunstlaufen 2013 Paare

Ruben Blommaert (* 5. März 1992 in Brügge, Belgien) ist ein belgisch-deutscher Eiskunstläufer.

## Biografie

### Anfänge im Eiskunstlauf
Blommaert begann 1998 mit dem Eiskunstlaufen. Er startete zunächst als Einzelläufer für Belgien bei den Europameisterschaften 2008 und 2009 und auch bei Juniorenweltmeisterschaften in diesen Jahren. 2011 wechselte er zum Paarlaufen und fand eine Partnerin in Annabelle Prölß. Seitdem startet er für Deutschland. Das Paar gewann auf Anhieb die deutschen Juniorenmeisterschaften im Paarlaufen 2012 und ebenfalls auf Anhieb die deutschen Meisterschaften in der Meisterklasse ein Jahr später. Trainer des Paares war Karel Fajfr. Sie trainierten in Oberstdorf und starteten für den EC Oberstdorf. Das Paar trennte sich im Jahr 2014.

### 2015–2017: mit Mari Vartmann
Seit dem Frühjahr 2015 lief Ruben Blommaert zusammen mit Mari Vartmann. Sie trainierten in Oberstdorf bei Maylin und Daniel Wende.
Mari Vartmann und Ruben Blommaert wurden deutsche Meister 2017. Anschließend trennte sich das Paar und trat, obwohl qualifiziert, nicht mehr zu den Europameisterschaften an. Seit Anfang 2017 trainierte er mit Annika Hocke abwechselnd in Berlin bei Knut Schubert und in Oberstdorf bei Alexander König. 2019 trennte sich das Paar.

### 2017–2019: mit Annika Hocke
Nach der Trennung von Vartmann bildete Blommaert ein neues Paar mit der damals 16-jährigen Annika Hocke, die in der vorherigen Saison noch als Einzelläuferin angetreten war. Sie trainierten abwechselnd in Berlin bei Knut Schubert und in Oberstdorf bei Alexander König. Das Paar gewann eine Bronze- und eine Silbermedaille bei den Deutschen Meisterschaften und vertrat Deutschland bei den Olympischen Winterspielen 2018 in Pyeongchang. Dort qualifizierten sie sich mit einem 16. Platz im Kurzprogramm knapp für die Kür und blieben insgesamt auf Platz 16.
In ihrer zweiten Saison plagte sie eine Serie von Verletzungen und Krankheiten, weshalb sie unter anderem auf ihre Teilnahme an den Europameisterschaften 2019 verzichten mussten. Nach zwei gemeinsamen Jahren trennte sich das Paar; Annika Hocke begann eine neue Partnerschaft mit Robert Kunkel.

### 2019–2020: mit Elena Pavlova
Zu folgenden Saison sah sich Blommaert international nach einer neuen Partnerin um. Er wandte sich an den russischen Paarlauftrainer Dmitri Sawin, der ihm eine Partnerschaft mit der russischen Paarläuferin Elena Pavlova vorschlug. Sie begannen ihr gemeinsames Training teils in Oberdorf bei Alexander König, teils in Moskau bei Sawin. Das Paar nahm an einigen internationalen Wettbewerben teil, darunter zweien der Challenger-Serie, bei denen sie einen 5. und einen 10. Platz belegten. Nach der Saison 2019/20 trennte sich das Paar wieder.

### 2021–2023 mit Alisa Efimova
Blommaert begann bald darauf, mit Alisa Efimova zu trainieren, die zuvor mit Alexander Korowin für Russland angetreten war. Sie platzierten sich bei den Deutschen Meisterschaften mit einer Silbermedaille hinter Minerva-Fabienne Hase/Nolan Seegert. Da Efimova auf eine Freigabe ihres ehemaligen Verbandes warten musste, konnten Efimova und Blommaert in dieser Saison noch nicht international für Deutschland antreten. Sein internationales Debüt hatte das Paar bei der Nebelhorn Trophy 2022, wo sie den zweiten Platz erreichten. Auch bei ihrer ersten Einladung in die Grand-Prix-Serie gewannen sie beim Grand Prix Espoo eine Silbermedaille. Ihre Teilnahme an den Deutschen Meisterschaften 2023 musste das Paar aus Krankheitsgründen absagen. Dennoch wurden sie ausgewählt, um neben Annika Hocke/Robert Kunkel Deutschland bei den Europameisterschaften 2023 vertreten. Bei den Europameisterschaften 2023 wurden Efimova/Blommaert 4. und bei den anschließenden Weltmeisterschaften 10.

### 2023
Ruben Blommaert beendet seine aktive Eiskunstlauf-Laufbahn im März 2023.

## Erfolge/Ergebnisse

### Paarlauf
mit Alisa Efimova
| Meisterschaft / Jahr                       | 2022    | 2023    |
| ------------------------------------------ | ------- | ------- |
| Weltmeisterschaften                        |         | 10.     |
| Europameisterschaften                      |         | 4.      |
| Deutsche Meisterschaften                   | 2.      |         |
| Wettbewerb / Saison                        | 2021/22 | 2022/23 |
| GP Grand Prix Espoo                        |         | 2.      |
| CS Finlandia Trophy                        |         | 2.      |
| CS Nebelhorn Trophy                        |         | 2.      |
| GP = Grand Prix, CS = ISU-Challenger-Serie |         |         |

mit Annika Hocke
| Wettbewerb              | 2017–2018 | 2018–2019 |
| ----------------------- | --------- | --------- |
| Olympische Winterspiele | 16.       |           |
| Weltmeisterschaften     | 13.       | 14.       |
| Europameisterschaften   | 8.        |           |
| Deutsche Meisterschaft  | 3.        | 2.        |
| Nebelhorn Trophy        | 5.        |           |
| Coupe de Nice           | 2.        |           |
| Minsk Arena Ice Star    | 2.        |           |
| Warsaw Cup              | 4.        |           |

mit Mari Vartmann
| Wettbewerb             | 2015–2016 | 2016–2017 |
| ---------------------- | --------- | --------- |
| Weltmeisterschaften    |           |           |
| Europameisterschaften  | 8.        |           |
| Deutsche Meisterschaft | 2.        | 1.        |
| GP Cup of China        | 6.        | 7.        |
| GP NHK Trophy          |           | 5.        |
| Nebelhorn Trophy       | 4.        | 3.        |
| Coupe de Nice          | 1.        |           |
| Ice Challenge Graz     | 2.        |           |
| Finlandia Trophy       |           | 3.        |

mit Annabelle Prölß
| International                     | International | International | International |
| Wettbewerbe                       | 2011–12       | 2012–13       | 2013–14       |
| --------------------------------- | ------------- | ------------- | ------------- |
| Juniorenweltmeisterschaften       |               | 7.            |               |
| JGP Lake Placid                   |               | 6.            |               |
| JGP Chemnitz                      |               | 4.            |               |
| NRW Trophy Junioren               |               | 1.            |               |
| Nebelhorn Trophy                  |               |               | 4.            |
| Ice Challenge Graz                |               | 1.            |               |
| National                          |               |               |               |
| Deutsche-Meisterschaften          |               | 1.            |               |
| Deutsche-Meisterschaften Junioren | 1.            |               |               |

JGP = Junior Grand Prix

### Einzellauf
| International                      | International | International | International |
| Wettbewerbe                        | 2006–07       | 2007–08       | 2008–09       |
| ---------------------------------- | ------------- | ------------- | ------------- |
| Europameisterschaften              |               | 25.           | 25.           |
| Juniorenweltmeisterschaften        |               | 38.           | 28.           |
| National Belgien                   |               |               |               |
| Belgische Meisterschaften          |               |               | 2.            |
| Belgische Meisterschaften Junioren | 1.            | 1.            |               |